# Francisco Javier Cedena
Francisco Javier Cedena Martínez (Madrid, 13 marzo 1954) è un ex ciclista su strada spagnolo.
Professionista dal 1978 al 1983, ha conseguito i suoi migliori risultati alla Vuelta a España del 1981 quando vinse la tappa conclusiva di Madrid e la classifica a punti.

## Carriera
Nel 1977 colse subito un piazzamento di rilievo, arrivando settimo nella Vuelta a Asturias. Nel 1978 passò professionista con la Teka, senza però ottenere risultati significativi. Riuscì a vincere una tappa alla Vuelta a Aragón, che terminò al terzo posto della generale, e vinse ancora una tappa l'anno successivo alla Vuelta a la Rioja, piazzandosi ottavo al campionato nazionale.
Nel 1981 ottenne buoni piazzamenti nelle classiche spagnole: quarto al Trofeo Luis Puig e quinto sia al Challenge Costa del Azahar che al Gran Premio de Navarra. Fu alla Vuelta a España che conquistò i migliori risultati: dopo il prologo, infatti, ottenne tre secondi posti dalla seconda alla quarta tappa, un terzo nell'ottava, cosa che gli permise di guadagnare punti per la classifica di specialità, e riuscì, poi, a conquistare definitivamente la maglia vincendo l'ultima tappa della corsa iberica sul traguardo di Madrid.
Saranno anche i suoi ultimi grandi risultati. Nei due anni successivi di attività vinse ancora un paio di corse, fra cui anche una breve corsa a tappe spagnola, e nulla più.

## Palmarès
- 1972 (juniors)

Campionati spagnoli, Prova in linea Juniors
- 1975 (dilettanti)

2ª tappa Cinturón Ciclista Internacional a Mallorca
5ª tappa Cinturón Ciclista Internacional a Mallorca
- 1976 (dilettanti)

4ª tappa Cinturón Ciclista Internacional a Mallorca
- 1979

Trofeo Elola
3ª tappa Vuelta a Aragón
- 1980

2ª tappa Vuelta a la Rioja
- 1981

19ª tappa Vuelta a España
5ª tappa Vuelta a Cantabria
- 1982

5ª tappa Vuelta a Asturias
- 1983

Classifica generale Vuelta a Murcia

### Altri successi
- 1981

Classifica a punti Vuelta a España

## Piazzamenti

### Grandi Giri
- Vuelta a España

1981: 19º
1982: 53º